# Værker af Emil Hartmann
Dette er en liste over Værker af Emil Hartmann
Emil Hartmann havde en stor produktion af værker. Blandt hans værker kan fremhæves syv symfonier. Mest kendt blev Symfoni Nr. 1 (4) i Es-dur (Op. 29), Nr. 2 (5) "Fra Riddertiden" (Op. 31), Nr. 3 (6) i D-dur (Op. 42) og den symfoniske digtning "Hakon Jarl" (Op. 40); "Ouverture til et nordisk Sørgespil", senere udgivet under titel "Eine nordische Heerfahrt" (Op. 25), "Ouverture pastorale", "Skotsk Ouverture", "Nordiske Folkedanse", "Skandinavisk Folkemusik" (bearbejdelser for orkester af nordiske viser og danse), "Dyveke-Suite" (Op. 45), "Tanz-Suite" med flere, en violinkoncert (Op. 19), violoncelkoncert (Op. 26), klaverkoncert (Op. 47) samt flere kammermusikværker, så som 2 serenader (Op. 8 og 24), nonet (Op. 33), strygekvartetter (bl.a. Op. 14 og 37); større vokalværker som "Vinter og Vaar" (Op. 13, a) og "Mod Lyset" (Op. 33), begge for kor og orkester, samt endelig en mængde sange og klaverstykker. Et af hans sidste større arbejder var operaen "Ragnhild" (1896) som blev uropført i Hamborg under ledelse af Gustav Mahler.
Gennem al Hartmanns musik går en nordisk tone, og for så vidt er den nært beslægtet med hans faders kunst, men for øvrigt står han Niels W. Gade nærmere, hvis lethed i at udtrykke sig i de store instrumentale former, han tilegnede sig. Meget i hans musik er alligevel «modernere», i en stil henad Tchaikovsky eller Dvorak. Mest populær blev enkelte af Emil Hartmanns sange, ouverturen Hærmændene (der i Tyskland blev kendt og jævnligt opført som Eine nordische Herrfahrt) og navnlig de fortræffelige orkestrale bearbejdelser af nordisk folkemusik, særlig folkedansene.
- op. 1 Fire sange for stemme og klaver til tekster af Emil Aarestrup og Chr. Winther (1857)
- Passionssalme efter Ingemann (sopran, kor og orkester 1858)
- op. 2 Fjeldstuen (ballet af August Bournonville, musik komponeret sammen med August Winding 1859)
- op. 2a Halling og menuet (Bryllupmusik) – Nordisk folkedans for orkester, nr. 4
- Ti religiøse sange (1860)
- op. 3 En Nat mellem Fjeldene (Syngespil efter C. Hostrup,1863)
- op. 3a Springdans - Nordisk folkedans for orkester, nr 5
- Kantate ved Johanneskirkens indvielse (kor og orgel – 1861)
- Bryllupssange for kor og orkester (1864)
- op. 4 Elverpigen (opera efter Th. Overskou, 1867)
- op. 5 Kvintet for klaver og strygekvartet, i g moll (1865)
- op. 6 Første Symfoni, i d-mol
- op. 6a Gamle minder – Nordisk folkedans for orkester, nr. 2
- op. 6b Elverpigerne og jægerne – Nordisk folkedans for orkester, nr. 3
- op. 7 Suite for orkester (forarbejde til nonet op. 43)
- op. 8 Havfruen for solo, kor og orkester
- op. 9 Anden Symfoni, i e-mol
- Havfruen (opført 1867)
- op. 10 Anden klavertrio, i B Dur (tilegnet J.P.E. Hartmann, 1867)
- op. 10a, Anden strygekvartet, i A Dur
- op. 11 Fra Højlandene, Nordiske Tonebilleder for klaver (1869)
- Kantate ved Rudolf og Signe Puggårds sølvbryllup, for kor og klaver (1868)
- op. 12 Anden Sonate for Violin og klaver, i a mol (1868)
- op. 12a Andante og Allegro for violin og klaver (første sats til op.12, let omarbejdet, tilegnet Niels W. Gade)
- op. 13 Vinter og Vaar for kor og orkester (1872)
- op. 13a Fem Sange for en mellemstemme og klaver (tilegnet Signe Puggaard)
- Dæmring (forspil til balletten Valdemar, 1872)
- Korsikaneren (syngespil efter Saint-Georges,1873)
- op. 14 Tredie Strygekvartet, i a-mol
- op. 14a Romancer og Sange for en stemme og klaver (1871)
- op. 15 Fire sange for mandskor (Fra Aarets tider - To i baaden - 1875)
- op. 16 Arabesque og caprice for klaver (tilegnet Ferdinand Hiller - 1876)
- op. 17 Tredie Sonate for klaver, i F Dur (1879)
- op. 18 Scherzo – Nordisk folkedans for orkester, nr. 1
- op. 19 Violinkoncert i g-mol (tilegnet Joseph Joachim - 1876)
- op. 20 Fjorten smaasange for ungdommen (udgivet 1876)
- op. 21 Sange for en mellemstemme og klaver
- op. 22 Christines Sange for stemme og klaver (1877)
- op. 23 Ballscenen - danse og arabesker for klaver (udg. 1880)
- op. 24 Serenade for klarinet, cello og klaver, i A Dur (1877)
- op. 25 Hærmændene på Helgeland (koncertouverture efter Henrik Ibsen, 1878)
- op. 26 Cellokoncert, i d mol (ca. 1879)
- op. 27 Fire sange for mandskor
- op. 28 Tre Mazurkas for klaver (1881)
- op. 29 Fjerde Symfoni (udgivet som nr. 1), i Es Dur (1879)
- op. 30 Skandinavisk Folkemusik (50 melodier og danse, frit bearbejdet for klaver - flere blev orkestreret og sammensat i fire suites, udg. 1881)
- op. 31 Fire klaverstykker
- op. 32 En Karnevalsfest, suite for orkester (1882)
- op. 33 Mod Lyset for kor og blasorkester
- Jean-Marie (sceneværk 1883)
- op. 34 Femte Symfoni (udgivet som nr. 2), i a-mol, ”Fra Riddertiden” (udg. i 1887)
- op. 34a I Maaneskin, introduction og Vals for orkester
- op. 35a Lieder und Gesänge for stemme og klaver, bd. 1 (1886)
- op. 35b Lieder und Gesänge for stemme og klaver, bd. 2 (1886)
- op. 36 Fire Sange i Folketone (1886)
- op. 37 Fjerde Strygekvartet, i c-mol (1885)
- op. 39 Dansesuite for orkester (udgivet 1887)
- op. 40 Hakon Jarl (Symfonisk digt, tilegnet hans datter Agnete Lehmann, 1886)
- op. 41 Norsk Lyrik, sange for en stemme og klaver, tilegnet hans datter Bodil Neergaard, udgivet 1890
- op. 42 Sjette Symfoni (udgivet som nr. 3) i D-dur (1887)
- op. 43 Serenade for 8 blæsere, cello og kontrabas i B Dur (1890)
- op. 44 Skotsk Ouverture for orkester (ca. 1889)
- Kristian den Anden (skuespilmusik,1889)
- Skandinavisk Festmarsch for orkester (ca. 1889)
- op. 45 Dyvekesuite (efter musikken fra Kristian den Anden, ca. 1890)
- Konzerthaus-Polka for orkester (1891)
- op. 46 Ouverture Pastorale (1869)
- op. 47 Klaverkoncert i f-mol (tilegnet Julius Roentgen - ca. 1887, udgivet 1894)
- En Storm i et Glas Vand (Skuespilmusik til stykket af H. Hostrup -1892)
- Øen i Sydhavet (skuespilmusik til stykket af Holger Drachmann -1893)
- op. 49 Syvende Symfoni (spillet som nr. 4), i d-mol (1893)
- Ragnhild (Runenzauber, opera efter Henrik Hertz, uropført den 15. oktober 1896)
- En Bryllupsfest i Hardanger (ballet ca. 1896)
- Det store Lod (komisk opera efter Henrik Hertz,1896)
- Ved sommertid for kor og orkester
- Rinaldo for solo, kor og orkester
- Idyl for sopran, tenor og orkester
- Bellmanske sange for 4-stemmigt damekor
- 4 åndelige sange
- 6 mandskvartetter (1880)
- Efterklang til Tyrfing
- Fjerde klaversonate i g mol (ufuldendt)
- Første kvartet for klarinet, violin, bratsch og cello
- Anden kvartet for klarinet, violin, bratsch og cello
- Det døende barn, for stemme og klaver, efter H.C. Andersen
- Capriccios nr. 1 og 2 for klaver
- Scherzetto for klaver, tilegnet N.W. Gade
- Jery und Baetely (Singspiel efter Goethe)
- Flere ungdomsværker for klaver (bl.a. to klaversonater i F Dur og D Dur, variationer, osv.), sange, kammermusik ( første strygekvartet i A Dur, første klavertrio i fis mol, første sonate for violin og klaver i G Dur, osv.).